# دارالبطیخ
آرامگاه خواجه نظام‌الملک معروف به دارالبطیخ مربوط به دوره سلجوقیان -قرن۵ ه‍.ق است و در اصفهان، میدان امام علی(سبزه میدان)، خیابان ولی عصر، کوچه سلطان سنجر واقع شده و این اثر در تاریخ ۱۵ دی ۱۳۱۰ با شماره ثبت ۹۹ به‌عنوان یکی از آثار ملی ایران به ثبت رسیده است. در این مکان خواجه نظام‌الملک و نیز سلطان ملکشاه یکم به خاک سپرده شده‌اند.
در زمان حکومت سلجوقیان، حدود هزار سال پیش، اصفهان پایتخت امپراتوری بزرگی محسوب می‌شد که از ماوراء‌النهر تا سواحل مدیترانه گسترده بود. دوران اوج این امپراتوری، در روزگار سلطنت ملکشاه سلجوقی بود و همه امور آن، در پرتو وزارت مدبرانه خواجه نظام‌الملک توسی، وزیر باکفایت ترکان سلجوقی به انجام می‌رسید.
خواجه نظام‌الملک نویسنده کتاب «سیاست‌نامه» و از آن مهم‌تر، بنیانگذار مدارس معروف نظامیه است. نظامیه نام مدارسی است که در آن دوره، برای آموزش علوم وفنون روز در شهرهای بزرگ آن دوره؛ بغداد، نیشابور، آمل، قاهره، اصفهان، بلخ و هرات تاسیس شد. بسیاری از بزرگان تاریخ ایران همچون شیخ مصلح الدین سعدی، ابوالنجیب سهروردی، شیخ شهاب‌الدین سهروردی، ابوالفرج جوزی، ابواسحاق شیرازی، امام محمد غزالی، قطب الدین شیرازی و … در آن درس می‌داده‌ یا درس می‌خوانده‌اند.
اکنون در محله احمدآباد شهر اصفهان، مقبره کوچکی متشکل از یک حیاط و ایوان وجود دارد که پیکر خواجه نظام‌الملک و ملکشاه سلجوقی و همسرش و نيز جمعی دیگر از شاهان و شاهزادگان سلجوقی در آن به خاک سپرده شده است. اینجا بازمانده یک محوطه بسیار بزرگ بوده که فقط همین مقدار از آن باقی مانده و از زرق و برق ظاهری هم خالی است؛ اما اگر کسی تاریخ‌شناس باشد و ارزش خواجه نظام‌الملک در تاریخ ایران را بداند، دیدن آرامگاه او و شاهان سلجوقی را از کف نخواهد داد؛ خاکی که امروزه «تربت نظام» می‌خوانندش و در قلب محله باستانی احمدآباد اصفهان، نزدیک به یک هزاره است که در گوش تاریخ، نجواها دارد. آنجا را «دارالبطیخ» نیز می‌گویند.
اصلا اگر در نیمه شب دوازدهم رمضان سال 485 هجری قمری، در نیمه راه بغداد، نگهبانان اردوگاه سلطنتی ملکشاه، موازین امنیتی را بیشتر رعایت می‌کردند و مانع نزدیک‌شدن مردی در لباس دراویش به وزیر مشهور سلجوقی، خواجه نظام الملک طوسی می‌شدند، تاریخ ایران در مقطع سلجوقیان طور دیگری رقم می‌خورد.

## نگارخانه

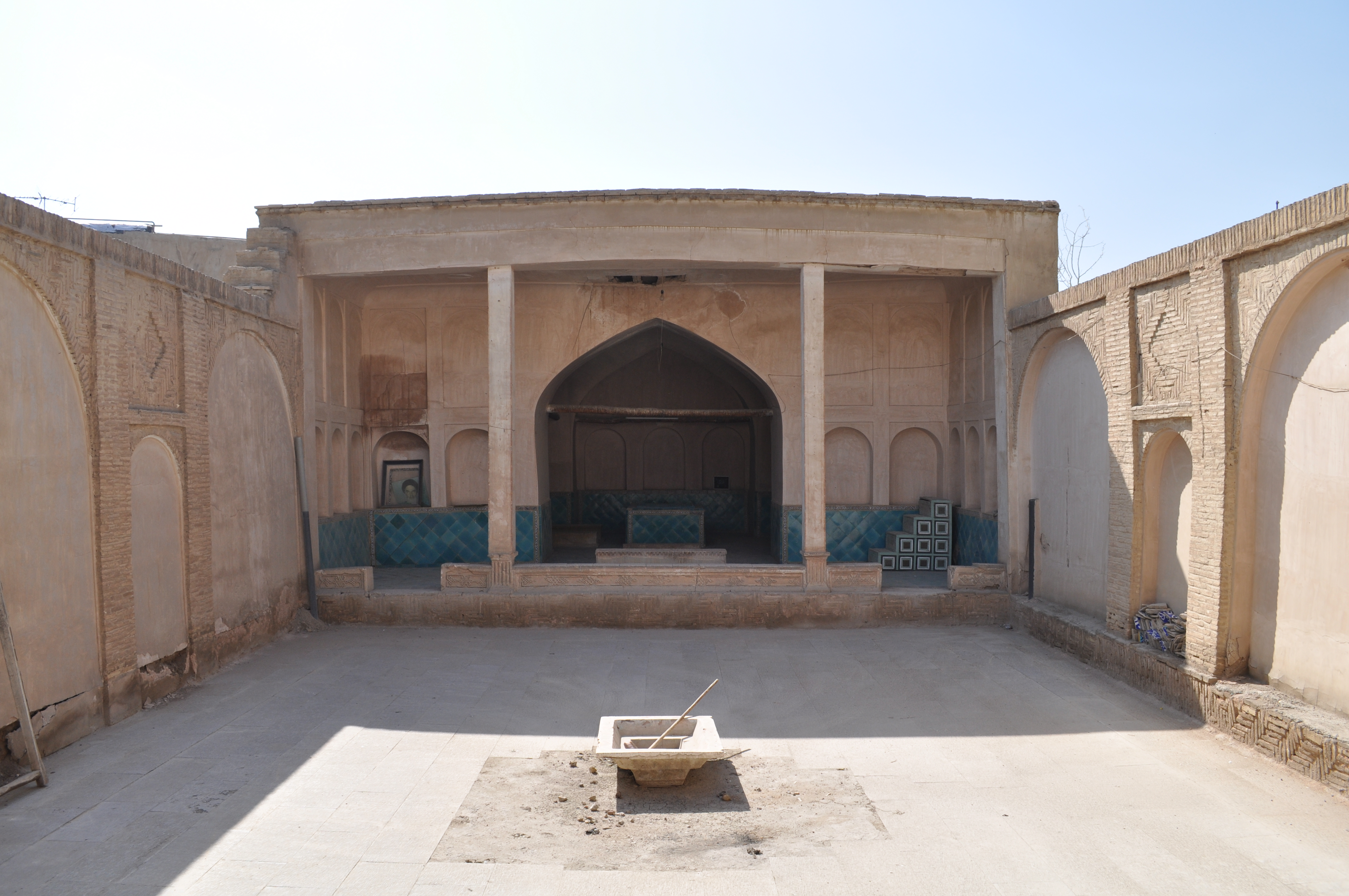
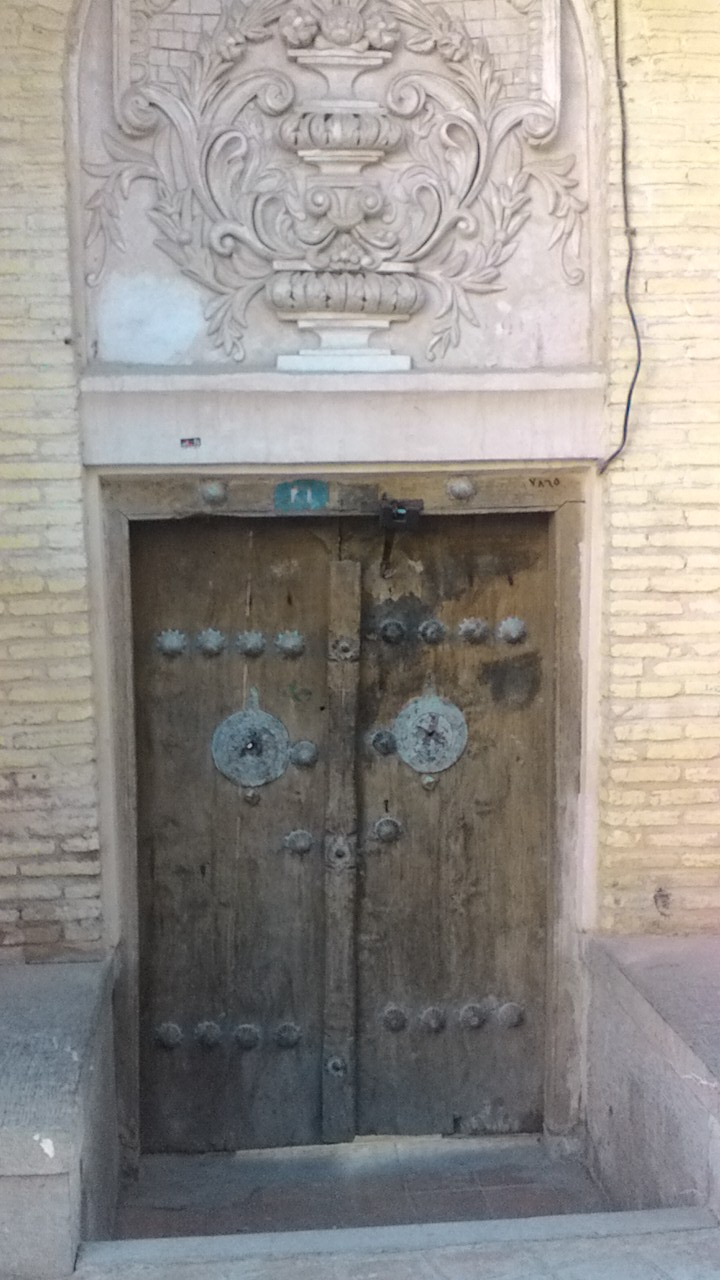
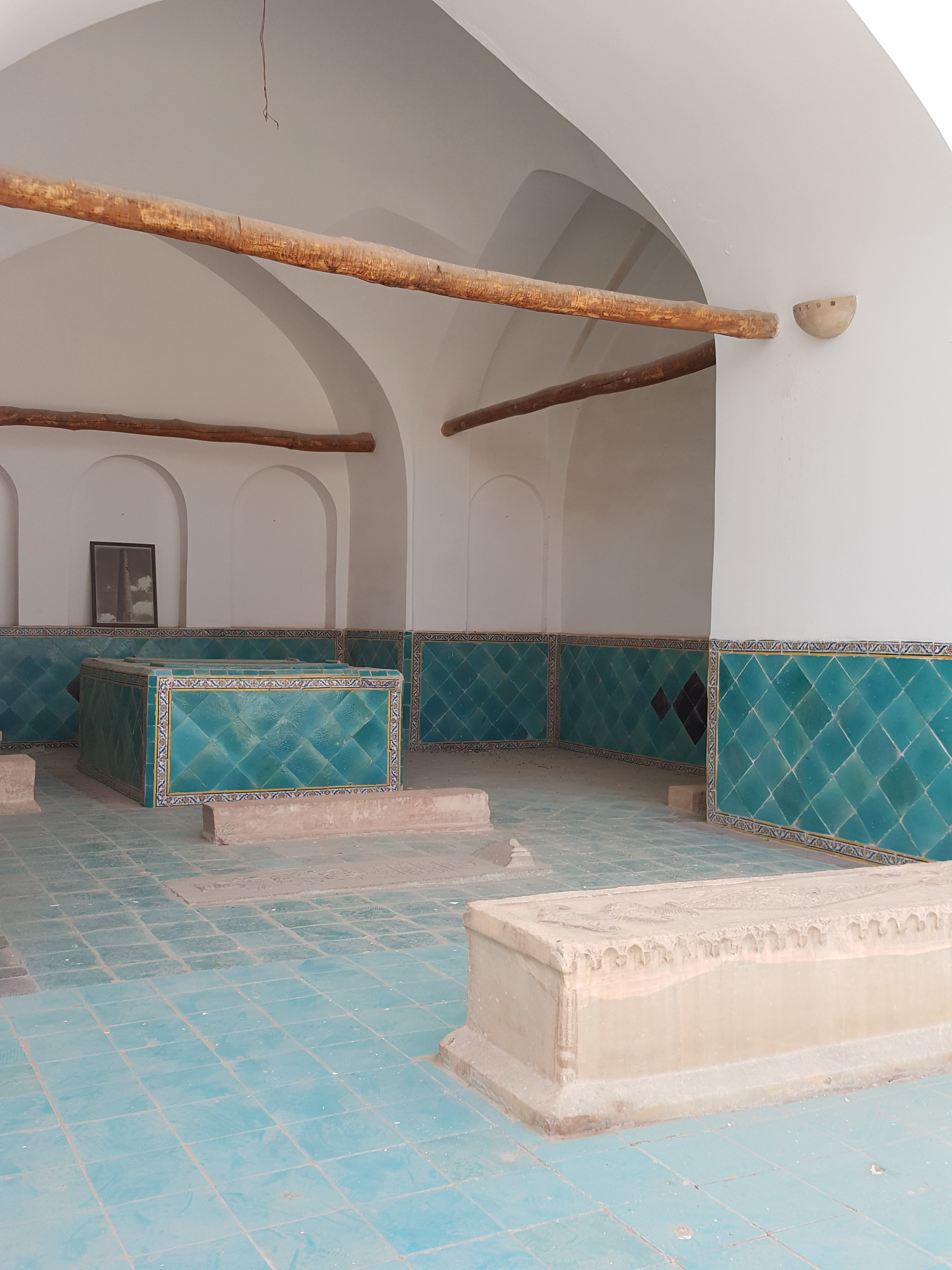